# カリズマティック
カリズマティック (Charismatic) は、アメリカ合衆国生産の競走馬、種牡馬。主な勝ち鞍に1999年のアメリカクラシック二冠（ケンタッキーダービー、プリークネスステークス）。1999年度のエクリプス賞年度代表馬、最優秀3歳牡馬に選出された。

## 戦績
- 特記事項なき場合、本節の出典はEQIBASE[1]

1998年6月20日、ハリウッドパーク競馬場でのメイドン競走でデビューし、6着。デルマー競馬場で2戦、サンタアニタ競馬場でも2戦して勝てず、11月21日のメイドンクレーミング競走でようやく初勝利を挙げる。その後アローワンス競走を2戦して3着、5着とし、サンタカタリナステークス5着を経て出走のクレーミング競走で2位に入線も、1位入線馬の降着により繰り上がりで2勝目を挙げた。一週後のアローワンス競走2着、エルカミーノレアルダービーでも2着としてサンタアニタダービー4着を挟み出走のレキシントンステークスをレコードタイムで制してケンタッキーダービーに向かうこととなった。ケンタッキーダービーではメニフィーの追撃をおさえて第一冠を制し、プリークネスステークスも制して二冠を得て、ベルモントステークスで三冠獲得を目指す。
8万5千人を超える大観衆に迎えられたレースでは1番人気に支持され、メニフィーとケンタッキーオークス馬シルヴァービュレットデイの3頭で上位人気を占めていた。シルヴァービュレットデイが牡馬に先んじて馬群の主導権を握り、その背後に取りついてレースを進め、シルヴァービュレットデイが後退していくと代わって先頭に躍り出るが、間もなく後方から進出してきたレモンドロップキッドに交わされて2番手に下がり、ヴィジョンアンドヴァースにも交わされて3着に終わった。このゴール入線前後、左前脚の管骨と種子骨を骨折しており、異変を察知した鞍上のクリス・アントレーはゴール入線後即座に下馬して故障した左前脚を支え続けた。その光景は「NTRAモーメントオブザイヤー」にも選ばれた。アントレーのとっさの行動もあって大事には至らず、レース翌日にはボルト4本を脚に埋め込む手術が行われ、そのまま引退し、種牡馬入りすることが決まった。引退後のエクリプス賞選考では、年度代表馬と最優秀3歳牡馬に選ばれた。

## 競走成績
以下の内容は、EQIBASEの情報および記載法に基づく。
| 出走日     | 競馬場             | 競走名                   | 格 | 距離  | 着順 | 騎手             | 着差      | 1着（2着）馬      |
| ---------- | ------------------ | ------------------------ | -- | ----- | ---- | ---------------- | --------- | ----------------- |
| 1998.06.20 | ハリウッド         | メイドン                 |    | D5f   | 6着  | D. フローレス    | 3 1/4馬身 | O'rey Fantasma    |
| 1998.07.25 | デルマー           | メイドン                 |    | D6f   | 3着  | C. ナカタニ      | 1 1/2馬身 | Prized Demon      |
| 1998.08.23 | デルマー           | メイドン                 |    | D5.5f | 4着  | C. マッキャロン  | 5馬身     | Out In Front      |
| 1998.10.01 | サンタアニタ       | メイドン                 |    | D8f   | 3着  | L. ピンカイJr.   | 10馬身    | Crowning Storm    |
| 1998.10.17 | サンタアニタ       | メイドン                 |    | D8f   | 9着  | C. マッキャロン  | 26馬身    | Lexington Beach   |
| 1998.11.21 | ハリウッド         | メイドン                 |    | D6.5f | 1着  | L. ピンカイJr.   | 5馬身     | (Wandering)       |
| 1998.12.27 | サンタアニタ       | アローワンス             |    | D6.5f | 3着  | L. ピンカイJr.   | 4 1/2馬身 | Bright Valour     |
| 1999.01.16 | サンタアニタ       | アローワンス             |    | D8.5f | 5着  | L. ピンカイJr.   | 4馬身     | Mr.Broad Blade    |
| 1999.01.31 | サンタアニタ       | サンタカタリナS          | G2 | D6.5f | 5着  | L.ピンカイJr.    | 3 1/2馬身 | General Challenge |
| 1999.02.11 | サンタアニタ       | クレーミング             |    | D8.5f | 1着  | C. マッキャロン  | 繰上      | (Valley Don)      |
| 1999.01.16 | サンタアニタ       | アローワンス             |    | D7f   | 2着  | L.ピンカイJr.    | 5馬身     | Apremont          |
| 1999.03.06 | ベイメドウズ       | エルカミノレアルダービー | G3 | D8.5f | 2着  | J. ウォーレンJr. | アタマ    | Cliquot           |
| 1999.04.03 | サンタアニタ       | サンタアニタダービー     | G1 | D9f   | 4着  | L. ピンカイJr.   | 8 1/4馬身 | General Challenge |
| 1999.04.18 | キーンランド       | レキシントンS            | G2 | D8.5f | 1着  | J. ベイリー      | 2 1/2馬身 | (Yankee Victor)   |
| 1999.05.01 | チャーチルダウンズ | ケンタッキーダービー     | G1 | D10f  | 1着  | C. アントレー    | クビ      | (Menifee)         |
| 1999.05.15 | ピムリコ           | プリークネスS            | G1 | D9.5f | 1着  | C. アントレー    | 1 1/2馬身 | (Menifee)         |
| 1999.06.05 | ベルモント         | ベルモントS              | G1 | D12f  | 3着  | C. アントレー    | 1 1/2馬身 | Lemon Drop Kid    |

## 引退後
引退後は、ケンタッキー州のレーンズエンドファームで種牡馬として供用され、種付料は最初の3年間は35000ドルに設定されており、2003年度も2万ドルに設定される予定であったが、2002年10月にJRAに購買され、翌年から日本軽種馬協会静内種馬場で供用が開始された。17年間供用ののち、2016年の種付けシーズンを最後に種牡馬を引退、種牡馬引退後はアメリカに帰国し、オールドフレンズで余生を送ることが明らかにされる。11月30日に日本を離れ、12月4日にオールドフレンズに到着。当時のオールドフレンズには、同じく日本から帰ってきたシルバーチャームとウォーエンブレムがおり、帰国後は3頭のケンタッキーダービー優勝馬を所有する唯一の牧場になっていた。しかし、2017年2月19日朝に牧場内で亡くなっているのが発見された。死後の解剖の結果、重度に骨盤を骨折して折れた骨が血管を突き破り、致命的な大量の出血を起こして死亡したと推定された。

### 主な産駒
※重賞勝ち馬のみ
- 2001年産
  - ストームセイコー（新潟ジャンプステークス）[13]
  - Gouldings Green（ハンシンカップ（米G3）など重賞3勝）[14]
- 2002年産
  - Sun King（ペンシルベニアダービー（米G2）など重賞4勝）[15]
- 2004年産
  - ブルータブー（北海優駿、王冠賞）[16]
  - スーパーサプライズ（荒炎賞）[17]
- 2005年産
  - イコールパートナー（東京ハイジャンプ）[18]
- 2006年産
  - ワンダーアキュート（JBCクラシック、帝王賞、かしわ記念、シリウスステークス、武蔵野ステークス、東海ステークス、日本テレビ盃）[19]

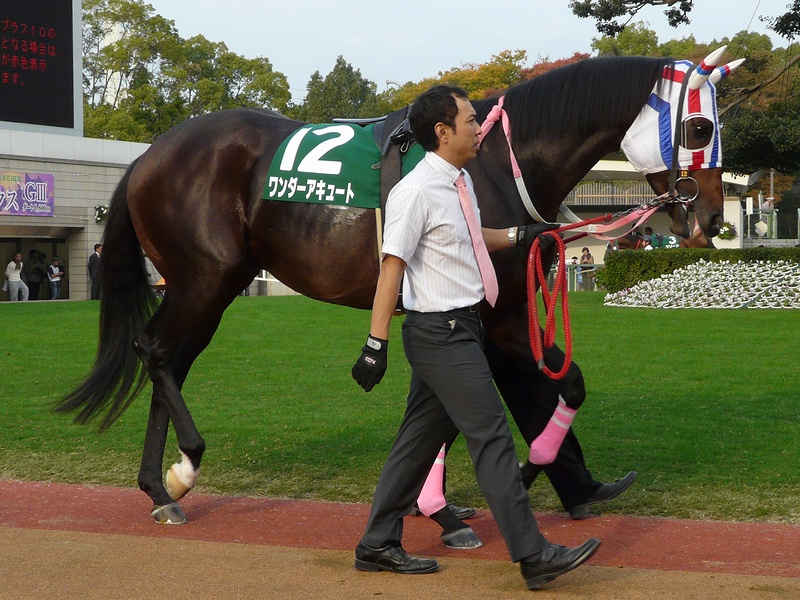
ワンダーアキュート（2006年産）

## 血統表
| カリズマティック (Charismatic)の血統 | カリズマティック (Charismatic)の血統                                                                                                | カリズマティック (Charismatic)の血統                                                                                                | （血統表の出典） | （血統表の出典） |
| 父系                                 | ストームバード系 | ストームバード系 | ストームバード系 | [ § 2 ]          |
| 父 Summer Squall 1987 鹿毛           | 父の父Storm Bird 1978 鹿毛 | Northern Dancer | Nearctic | Nearctic         |
| 父 Summer Squall 1987 鹿毛           | 父の父Storm Bird 1978 鹿毛 | Northern Dancer | Natalma |                  |
| 父 Summer Squall 1987 鹿毛           | 父の父Storm Bird 1978 鹿毛 | South Ocean | New Providence | New Providence   |
| 父 Summer Squall 1987 鹿毛           | 父の父Storm Bird 1978 鹿毛 | South Ocean | Shining Sun |                  |
| 父 Summer Squall 1987 鹿毛           | 父の母Weekend Surprise 1980 鹿毛 | Secretariat | Bold Ruler | Bold Ruler       |
| 父 Summer Squall 1987 鹿毛           | 父の母Weekend Surprise 1980 鹿毛 | Secretariat | Somethingroyal |                  |
| 父 Summer Squall 1987 鹿毛           | 父の母Weekend Surprise 1980 鹿毛 | Lassie Dear | Buckpasser | Buckpasser       |
| 父 Summer Squall 1987 鹿毛           | 父の母Weekend Surprise 1980 鹿毛 | Lassie Dear | Gay Missile |                  |
| 母 Bali Babe 1980 栗毛               | 母の父Drone 1966 芦毛 | Sir Gaylord | Turn-to | Turn-to          |
| 母 Bali Babe 1980 栗毛               | 母の父Drone 1966 芦毛 | Sir Gaylord | Somethingroyal |                  |
| 母 Bali Babe 1980 栗毛               | 母の父Drone 1966 芦毛 | Cap and Bells | Tom Fool | Tom Fool         |
| 母 Bali Babe 1980 栗毛               | 母の父Drone 1966 芦毛 | Cap and Bells | Ghazni |                  |
| 母 Bali Babe 1980 栗毛               | 母の母Polynesian Charm 1972 鹿毛 | What a Pleasure | Bold Ruler | Bold Ruler       |
| 母 Bali Babe 1980 栗毛               | 母の母Polynesian Charm 1972 鹿毛 | What a Pleasure | Grey Flight |                  |
| 母 Bali Babe 1980 栗毛               | 母の母Polynesian Charm 1972 鹿毛 | Grass Shack | Polynesian | Polynesian       |
| 母 Bali Babe 1980 栗毛               | 母の母Polynesian Charm 1972 鹿毛 | Grass Shack | Good Example |                  |
| 母系(F-No.)                          | (FN:10-a) | (FN:10-a) | (FN:10-a) | [ § 3 ]          |
| 5代内の近親交配                      | Sir Gaylord 5 × 3 = 15.63%、Bold Ruler 4 × 4 = 12.50%、Somethingroyal 4 × 4 = 12.50%、Tom Fool 5 × 4 = 9.38%、Mahmoud 5 × 5 = 6.25% | Sir Gaylord 5 × 3 = 15.63%、Bold Ruler 4 × 4 = 12.50%、Somethingroyal 4 × 4 = 12.50%、Tom Fool 5 × 4 = 9.38%、Mahmoud 5 × 5 = 6.25% | Sir Gaylord 5 × 3 = 15.63%、Bold Ruler 4 × 4 = 12.50%、Somethingroyal 4 × 4 = 12.50%、Tom Fool 5 × 4 = 9.38%、Mahmoud 5 × 5 = 6.25% | [ § 4 ]          |
| 出典                                 | 1. 2. 3. 4. | 1. 2. 3. 4. | 1. 2. 3. 4. | 1. 2. 3. 4.      |